# Asilo de Santo Domingo
El asilo de Santo Domingo se encuentra situado en la calle del Ravalet número 26 de Villanueva de Castellón (Valencia), España. Es un conjunto residencial de estilo modernista valenciano construido en el año 1901 según el proyecto del arquitecto Joaquín María Arnau Miramón.

## Edificio
Fue construido a instancias de Salvador Gil Peris y Dolores Caldés García para albergar un asilo y colegio benéfico regentado por las Hermanas Dominicas de la Anunciata. Es una importante obra del arquitecto valenciano Joaquín María Arnau Miramón. Su estilo arquitectónico es el neogótico y el modernismo valenciano. Su construcción comenzó el 19 de enero de 1899 y fue inaugurado en 1901.
El edificio, de amplias dimensiones que ocupan casi toda la manzana, está trabajado en piedra, ladrillo y hierro. Consta de planta baja y una altura. Posee una escalera imperial en la parte central y 365 ventanas, una por cada día del año. La iglesia contiene pinturas del pintor Lamberto Alonso, discípulo de Ignacio Pinazo. En la actualidad pertenece al Colegio Santo Domingo.